# Zbigniew Witold Złotnicki
Zbigniew Witold Złotnicki ps. „Ketling”, „4615” (ur. 15 czerwca 1927 w Ożarowie Mazowieckim, zm. 28 listopada 2009 tamże) – żołnierz Armii Krajowej, powstaniec, dziennikarz, nauczyciel akademicki, społecznik.

## Życiorys
Pochodził z ziemiańskiej rodziny pieczętującej się herbem Nowina Złotogoleńczyk. Rodzicami byli Stefan i Danuta z Jabłońskich. Uczęszczał do Gimnazjum im. Jana Zamoyskiego w Warszawie i działał w 2 Drużynie Harcerskiej im. T.Rejtana. W czasie okupacji skończył szkołę średnią na tajnych kompletach u sióstr Urszulanek w Ołtarzewie.
W czasie okupacji był członkiem Narodowej Organizacji Wojskowej „NOW” i działał w partyzantce wraz z młodymi żołnierzami kolegami z Ożarowa w „Grupie Kampinos”, należącej do VII Rejonu VII Obwodu „Obroża” Okręgu Warszawskiego Armii Krajowej.
Aresztowany w połowie sierpnia 1944 roku w Ożarowie został przewieziony do Dulagu 121 w Pruszkowie skąd udało mu się po paru dniach uciec. Razem z Ryszardem Gołasiewiczem, Wacławem Janaszem, Stanisławem Michrowskim, Włodzimierzem Mroczkowskim oraz Januszem Świtalskim brał udział w bitwie pod Jaktorowem.
Po wojnie przebywał w Łodzi.

### Praca zawodowa
Był absolwentem Wydziału Ekonomicznego Uniwersytetu Łódzkiego. Po uzyskaniu dyplomu wrócił do Ożarowa Mazowieckiego gdzie mieszkał do końca życia.
Po wojnie pracował w zawodzie dziennikarza. Był współzałożycielem Centralnej Agencji Fotograficznej i długoletnim Sekretarzem Redakcji. Był również zastępcą Redaktora Naczelnego Krajowej Agencji Wydawniczej „KAW”, wykładał na wydziale Dziennikarstwa UW.
Będąc już na emeryturze rozbudował Pracownię Fotografii Prasowej, przekształconą w Zakład Fotografii Prasowej, Reklamowej i Wydawniczej w strukturach Instytutu Dziennikarstwa na Wydziale Dziennikarstwa i Nauk Politycznych Uniwersytetu Warszawskiego i nosi on jego imię.
Był żonaty z Elżbietą Niewiadomską, miał jedną córkę. Zmarł 28 listopada 2009 i pochowany jest na cmentarzu w Ołtarzewie.

## Ordery i odznaczenia
- Krzyż Oficerski Orderu Odrodzenia Polski
- Krzyż Kawalerski Orderu Odrodzenia Polski
- Warszawski Krzyż Powstańczy
- Krzyż Partyzancki
- Krzyż Armii Krajowej
- Medal 10-lecia Polski Ludowej (1955)[7]